# 치과 보철물
치과 보철물(齒科補綴物, Dental prosthesis)은 하나 또는 그 이상의 치아 또는 관련된 조직의 인공적인 대체물이다.

## 목적
1. 치아 손실에 따라 나타나는 구강 내부의 형태적, 생리적 변화를 치료한다.
2. 치아 손실에 따른 질병을 예방한다.

## 분류
- 관교의치
- 국소의치
- 총의치
- 매식의치
- 악안면보철
- 임플란트보철

## 역사

### 고대
고대의 치과 보철물은 임시로 고정하거나 수시로 탈착할 수 있는 방식이었다.
현존하는 고대 치아 보철물의 대부분이 금으로 제작되었다. 고대 치아 보철물의 초기 형태는 금으로 된 선 혹은 금띠를 이용하여 흔들리는 치아를 서로 묶거나, 금띠를 응용하여 치아 겨손 부위에 가공치를 장착시키는 기술 등이 있었다. 로마시대에 이르러서는 앞니 부분의 전부금관을 제작할 수 있는 단계까지 발달되었다. 기원전 450년의 로마의 12판법에 사체의 장식으로 구강 내부에 금을 부착시키는 일을 금하는 규정이 있다.
빠져버린 치아를 대체하기 위해서 환자 자신의 빠진 치아 혹은 타인의 치아를 이용하였다. 동물의 뼈나 치아를 이용하는 일도 많았다.

### 근대
포샤르는 여러 종류의 치과 보철물의 개량과 그 조제법에 대한 상세한 기록을 남겼다. 포샤르가 사용한 재료는 빠진 치아, 하마의 치아, 상아, 황소의 뼈 등이었다.
최초의 미국태생 치과의사인 이삭 그린우드(Isaac Greenwood)는 하마의 치아를 조각하여 인공치아를 제작하였고, 밀납을 이용하여 구강구조를 본뜬 모형을 이용하였다.
이삭 그린우드의 아들 존 그린우드(John Greednwood)는 조지 워싱턴의 의치를 제작하였다. 조지 워싱턴의 의치는 하마의 치아로 제작되었으며, 스프링으로 위아래를 연결하였다.
스프링의 이용은 프랑스의 새만(Nichola Dubois de Chemant)에 의해 고안되었다.
1876년에는 치과용 족답식(足踏式) 엔진이 개발되었다. 1864년에는 영국의 해링톤이 특허를 얻었으며, 1876년에는 치과의사들에게 널리 이용되었다. 

## 같이 보기
- 치과 보철학
- 치아 수복
- 치의학